# Козловська Марина Петрівна
Марина Петрівна Козловська (нар. 31 січня 1984, м. Марганець, Дніпропетровська область) – українська мистецтвознавець, експерт творів мистецтва, художник образотворчого та декоративно-прикладного мистецтва.

## Життєпис
Народилася 31 січня 1984 року у місті Марганець. У 2001 році вступила до Миколаївської філії Київського національного університету культури і мистецтв за спеціальністю «Образотворче та декоративно-прикладне мистецтво». У 2006 році закінчила ВНЗ і отримала повну вищу освіту та здобула кваліфікацію мистецтвознавця образотворчого мистецтва, критика, викладача. З 2006 по 2008 рік займалася творчою самореалізацією. У 2010 році вступила до магістратури Кам'янець-Подільського національного університету імені Івана Огієнка. У 2012 році отримала диплом магістра з відзнакою за спеціальністю «Образотворче та декоративно-прикладне мистецтво» та здобула кваліфікацію мистецтвознавця, художника образотворчого та декоративно-прикладного мистецтва, викладача фахових дисциплін, експерта творів мистецтва. 
Викладачі: Інна Березіна, Б. М. Негода, В. І. Лашко, Н. О. Урсу, Н. С. Лашко, О. К. Приходько, Д. Л. Боляков, Ю. А. Макушин, Н. В. Сапак та ін. Митці, в колі яких працювала: Т. Шмаленко, М. Плехов, Д. Савелюк, Т. Такіров, Н. Гневуш та ін. 
Трудова діяльність: У 2008-2010 роках  працювала викладачем образотворчого мистецтва в Марганецькій художній школі. З 2012 року — викладач дисциплін мистецтвознавчого циклу у Кам'янець-Подільському національному університеті імені Івана Огієнка. Брала участь у багатьох персональних, обласних та всеукраїнських художніх виставках: Виставка «Місто моє, любов моя», Кам'янець-Подільський (2011); Виставка живопису об'єднання професійних художників Кам'янеччини, Кам'янець-Подільський (2011); Виставка «Пленер Краків – Кам'янець-Подільський», Кам'янець-Подільський (2011); Виставка живопису об'єднання професійних художників Кам'янеччини «АртПростір», Чернівці (2012); Виставка живопису всеукраїнського симпозіуму «ВішТак», Кам'янець-Подільський (2013); Виставка живопису «Квітка на камені», Кам'янець-Подільський (2013) та багатьох інших.